# Zamieszki w Weng’an
Zamieszki z 28 czerwca 2008 – zamieszki, podczas których 30 tysięcy mieszkańców Weng’an w prowincji Guizhou w południowo-zachodnich Chinach zniszczyło budynki rządowe i podpaliło samochody policyjne w ramach sprzeciwu wobec próby zatuszowania gwałtu i morderstwa 16-letniej dziewczyny.

## Śmierć i podejrzani
22 czerwca 2008 ciało 16-letniej Li Shufen (李树芬) zostało odnalezione w rzece. Przed śmiercią dziewczyna była widziana z dwoma młodymi mężczyznami, spokrewnionymi z wysoko postawionymi urzędnikami Weng’an. Po odnalezieniu zwłok podejrzani zostali zatrzymani i przewiezieni na posterunek policji, po czym po kilku godzinach zostali zwolnieniu bez przesłuchania lub uzyskania od nich pisemnego stanowiska w tej sprawie. Mimo to policja stwierdziła, że przyczyną śmierci dziewczyny było samobójstwo.

## Zarzuty wobec policji
Rodzina oraz przyjaciele Li Shufen twierdzili, że dziewczyna została zgwałcona i zamordowana a następnie jej ciało zostało wrzucone do rzeki. Jednak wstępny raport policyjny w tej kwestii stanowił, że kobieta popełniła samobójstwo skacząc do rzeki. Dokument przedłożony przez samorząd lokalny podawał dodatkowo rzekomy motyw samobójstwa – dziewczyna miała być niezadowolona ze swojego życia i relacji rodzinnych, ponieważ jej rodzice mieli faworyzować starszego brata.
Rodzina dziewczyny oskarżała policję o próbę zatuszowania gwałtu i morderstwa ich córki oraz o korupcję. W jednym z wielu internetowych raportów w tej sprawie twierdzono: „bez przeprowadzenia pełnej autopsji policja stwierdziła, że dziewczyna popełniła samobójstwo skacząc do rzeki, (policjanci) nie podjęli żadnych środków przeciw podejrzanym i zignorowali wezwania rodziny do przeprowadzenia pełnej autopsji. To wywołało gniew rodziny i społeczeństwa, a następnie spowodowało ten konflikt.”
W obawie przed próbą manipulacji dowodami oraz przeprowadzeniem szybkiego pochówku przez lokalną policję, rodzice dziewczyny wraz z 100 mieszkańców pilnowało trumny z ciałem Li Shufen nad rzeką, czekając na przeprowadzenie pełnej autopsji.
Zostały zgłoszone 2 próby kradzieży ciała.

## Zamieszki
Około 500 uczniów gimnazjów poszło, by zaprotestować pod Biuro Bezpieczeństwa Publicznego, ale została użyta wobec nich siła. Krążące pogłoski o wujku ofiary, miejscowym nauczycielu, który miał zostać pobity gdy poszedł na policję i zmarł w wyniku odniesionych ran w miejscowym szpitalu, rozwścieczyły tłum tysięcy mieszkańców choć były to informacje niepotwierdzone.
Zaczęto wzniecać pożary w budynkach rządowych (w tym w lokalnej siedzibie Partii Komunistycznej) i niszczyć samochody policyjne. Zamieszki trwały 7 godzin, wzięło w nich udział 30 tysięcy mieszkańców, rannych zostało 150 osób, a 160 biur i 40 samochodów zostało podpalonych.

## Rola chińskich blogerów
- Zhou Shuguang, również znany jako Zola w chińskiej blogosferze, udał się do Weng’an, by przeprowadzić osobisty wywiad z rodziną Li Shufen, wykorzystując do tego wszystkie narzędzia komunikacji internetowej takie jak MSN, QQ czy Twitter, ale także swoją komórkę. Publikował na swojej osobistej stronie internetowej nieoficjalne informacje wraz ze zdjęciami i zarzutami rodziny Li Shufen. Prawdopodobnie był to pierwszy raz, gdy Twitter został wykorzystany do prowadzenia sprawozdania z masowego chińskiego protestu[7].

Zhou, a także wielu innych internautów o podobnych poglądach zapewniali naoczne informacje o akcjach protestacyjnych w tym czasie. Był to sposób dla zwykłych Chińczyków do wyrażenia swoich opinii w kraju, gdzie ich historie zwykle są pomijane, a wszystkie media są pod ścisłym nadzorem państwa.
- Tianya.cn, serwis społecznościowy oferujący różne czaty dla blogerów w celu omawiania problemów społecznych, odegrał niezastąpioną role we wspieraniu działań studenckich w czasie zamieszek.

- Na kilku innych forach internetowych i czatach, wliczając w to Kdnet (猫眼看人), Maopu (猫撲), Strong Nation (强國), Sina.com, Netese (网易) i QQ większość użytkowników wyraziła wsparcie dla zamieszek w Weng’an i dostarczali swoje własne wersje informacji (w tym teksty, zdjęcia, pliki wideo), czasem sprzeczne z wersją dostarczaną przez policje Guizhou.

## Odzew rządu
Fotografie, jak również komentarze dotyczące zamieszek na forach i czatach zostały szybko usunięte przez kontynentalnych cenzorów internetowych. Rząd rozpoczął kampanie mającą zneutralizować protesty przed rozpoczęciem Igrzysk Olimpijskich w Pekinie, by kontynuować szerzenie społecznej harmonii i stabilności.
Biuro Bezpieczeństwa Publicznego zaoferowało łącznie 9 000 juanów (około 1 500$, 700£) rodzicom Li Shufen, 3 tysiące od każdego z podejrzanych. Ojciec dziewczyny powiedział: „Nigdy nie zaakceptuję takiego układu, musimy szukać sprawiedliwości dla naszej córki”. 
Sekretarz Partii Komunistycznej w Guizhou, Shi Zongyuan(石宗源) oszacował, że przedwczesne użycie siły przez lokalnych urzędników przyczyniło się do powszechnego niezadowolenia. Powiedział ponadto, że głęboko zakorzenionymi powodami protestów były nieodpowiednie zachowania lokalnych władz w rozstrzyganiu sporów na temat kopalni, wyburzania domów pod publiczne projekty, przesiedlania mieszkańców pod budowy zbiorników wodnych i wiele innych kwestii, dodatkowo Shi Zongyuan przeprosił mieszkańców Weng’an za sytuacje w kraju. Kilku lokalnych urzędników, w tym szef Partii w Weng’an zostało zdymisjonowanych za nadużycie obowiązków 3 i 4 lipca 2008 roku.

## Dochodzenie
Gazeta Guizhou Daily twierdziła, że rodzina była zbyt emocjonalnie zaangażowana w sprawę, by przyjąć ustalenia policji. Centrum Informacji o Prawach Człowieka i Demokracji przekazało, że 3 mężczyzn było przesłuchanych, ale zostało wypuszczonych. 
Agencja Informacyjna Xinhua ogłosiła 1 lipca, że śledztwo zostanie wznowione. Władze prowincji wysłały 10 śledczych i ekspertów medycyny sądowej do ponownego zbadania śmierci dziewczyny. Sekcja zwłok została przeprowadzona przez pięciu ekspertów z Departamentu Bezpieczeństwa Publicznego i Sądu Najwyższego. Według urzędników państwowych, po 3 autopsjach nie było śladu jakiejkolwiek seksualnej napaści.
Ojciec dziewczyny, Li Xiuzhong, nie zaakceptował wyników autopsji. „Nic nie mogę zrobić, przysłali 10 urzędników do mnie do domu, obserwujących mnie dzień i noc. Powiedzieli mi, co mam mówić, gdy dziennikarze przeprowadzali ze mną wywiad.” - powiedział. - „Zagrozili, że [jeżeli powiem coś nieodpowiedniego] mogą mieć miejsce kolejne zamieszki i że muszę pamiętać, że bezpieczeństwo narodowe jest zagrożone”. Li Shufen została pochowana w swoim rodzinnym mieście około 20 km od Weng’an.